# 胡里改部
胡里改部是明代建州女真的重要组成部分。亦名火儿阿，《高丽史》有记载为兀良哈，是元代五万户（后仅存三万户）之一。胡里改人最初居住在松花江下游的黑龙江省依兰县 ,元末明初, 由于自然条件的影响, 加之受“野人女真”的袭击, 胡里改部和斡朵里部相继南迁。 南迁后长期居住在今辽宁东部抚顺边墙以外。阿哈出是明朝初年辽东女真胡里改部头人。永乐元年（1403年）十一月，明置建州卫，任阿哈出為指挥使，賜姓名李誠善。
阿哈出的两个儿子釋加奴（李顯忠）、猛哥不花，分別掌建州卫和毛怜卫。兩人死後，又傳位給他們的兒子李满住、撒滿哈失里。

## 历史地名
- 胡里改路( 治所在今黑龙江省依兰县的喇嘛庙)